# Артур Конан Дойл
Сер А́ртур Ігна́ціус Ко́нан Дойл (англ. Sir Arthur Ignatius Conan Doyle; 22 травня 1859 — 7 липня 1930) — англійський письменник ірландського походження, відомий насамперед своїми детективними творами про Шерлока Холмса. Також відомі його науково-фантастичні твори про професора Челленджера, історичні романи. Крім того, він писав п'єси та вірші.
Справжнє прізвище письменника — Дойл, а Конан — його середнє ім'я, проте часто трапляється помилкове написання прізвища як подвійного: Конан Дойль, Конан-Дойл, Конан-Дойль.

## Біографія
Народився в шотландському місті Единбург, у сім'ї ірландця Чарльза Алтамонта Дойла — архітектора і художника. Велику роль у житті Конана Дойла відіграла його мати Мері Фолі, яка була теж ірландського походження. Від неї він успадкував свій інтерес до лицарських традицій, подвигів і пригод. Конан Дойл казав: «Справжня любов до літератури, схильність до письменництва йде в мене, я вважаю, від матері».
Шкільне життя письменника пройшло в «похмурих баштах і стінах» підготовчої школи Годдера, а потім єзуїтського коледжу Стонігерст (графство Ланкашир) (1869—1876). Зі шкільних років у Конана Дойла буквально «заговорив» розповідач. Почуте від матері, гра уяви, що прокинулася, все це стало матеріалом для усних розповідей, якими він бавив своїх знайомих.
Під час навчання в Единбурзькому університеті (1876—1881) проявив себе усидливим студентом, який вивчав багато книг. У жовтні 1879 року з'явилася його розповідь «Таємниця Сесасської долини» (англ. «The Mystery of Sasassa Valley»). Канікули передостаннього року навчання в університеті він провів у плаванні. На судні він був корабельним лікарем і побував в арктичних водах. 1881 року Конан Дойл отримав університетський диплом, став M. B. (англ. bachelor of medicine) бакалавром медицини і магістром хірургії. Тоді він намалював карикатуру, зобразивши на ній себе з дипломом і підписав її «Ліцензія на вбивство». Упродовж 1882—1890 років займався лікарською практикою. 1882 року він знов у плаванні, цього разу південному. Він побачив Західну Африку.
1891 року Конан Дойл полишив діяльність лікаря. Література стала для нього професією.
1885 року Конан Дойл одружився з Луїзою Гокінс, яка хворіла на туберкульоз і померла 1906 року. 1907 року Дойл одружився з Джині Лекі, котру знав із 1897 року. Дойл мав п'ятеро дітей: двох від першої дружини — Мері й Кінгслі, і трьох від другої — Джин, Деніса і Адріана.
Конан Дойл помер від серцевого нападу 7 липня 1930 року в своєму будинку в Кроуборо (англ. Crowborough, Сассекс).
Син письменника Адріан написав біографію свого батька під назвою «Справжній Конан Дойл». Він писав: «Уже сама атмосфера будинку дихала лицарським духом. Конан Дойл навчився розбиратися в гербах набагато раніше, ніж познайомився з латинським відмінюванням».
Належачи до покоління Оскара Вайлда, Дж. Б. Шоу, Джозефа Конрада, Джерома К. Джерома, Редьярда Кіплінга, Герберта Веллса і Дж. Голсуорсі, Конан Дойл проте не потрапив до розряду «серйозних літераторів», а вважався «розважальним».

### Історичний цикл

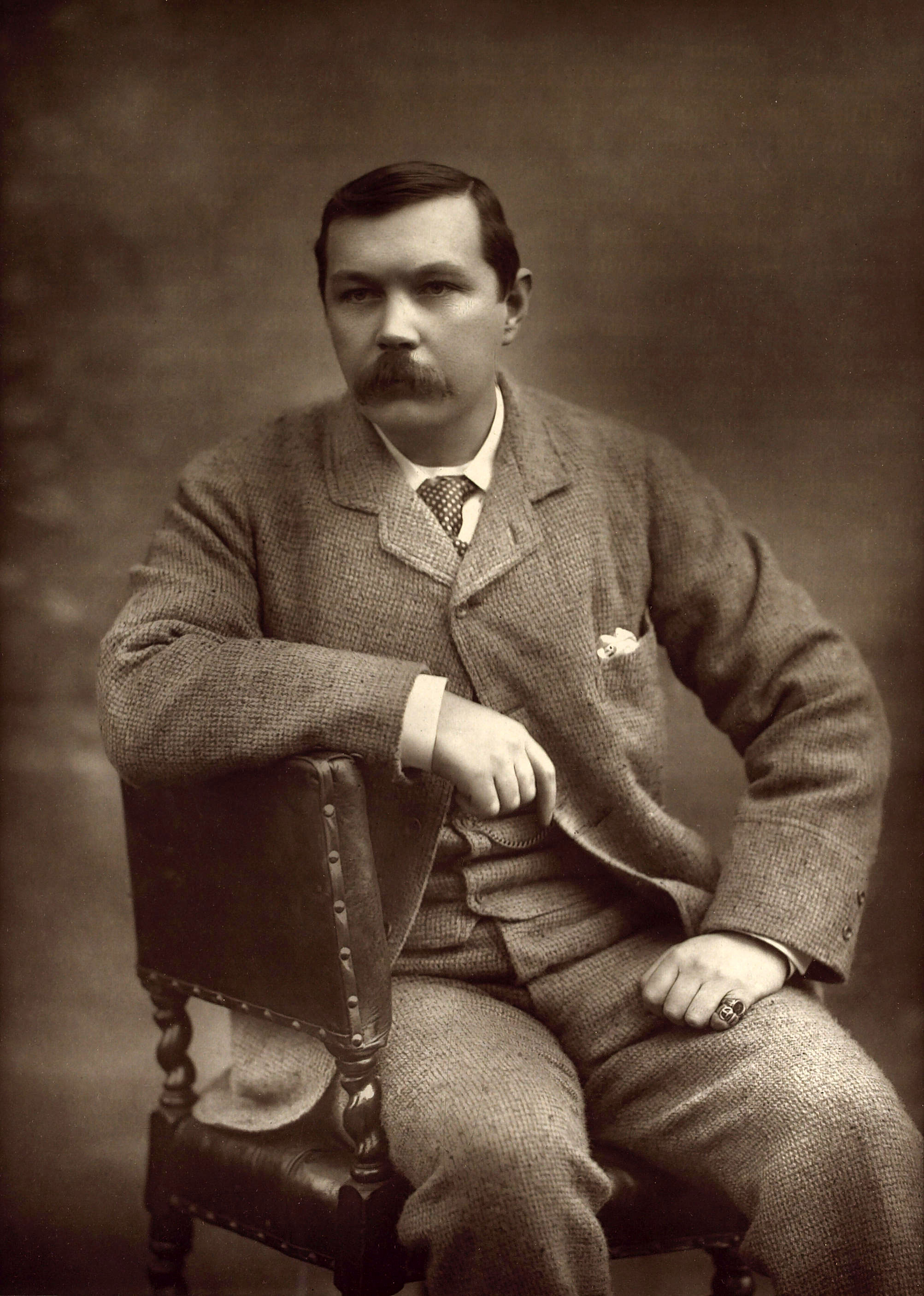
Артур Конан Дойл. 1893

У лютому 1888 року А. Конан Дойл завершив роботу над романом «Пригоди Міка Кларка», оповідав про Повстання Монмута (1685), метою якого було повалення короля Якова II. Роман побачив світ у листопаді й був тепло зустрінутий критикою. Починаючи з цього моменту в творчому житті Конан Дойла виник конфлікт: з одного боку, публіка і видавці вимагали нових творів про Шерлока Холмса; з другого — сам письменник дедалі більше прагнув отримати визнання як автор серйозних романів (насамперед історичних), а також п'єс і віршів.
Першим серйозним історичним твором Конан Дойла вважається роман «Білий загін». У ньому автор звернувся до критичного етапу в історії феодальної Англії, узявши за основу реальний історичний епізод 1366 року, коли в Столітній війні настало затишшя і стали виникати «білі загони» добровольців і найманців. Продовжуючи війну на території Франції, вони при цьому відіграли вирішальну роль у боротьбі претендентів за іспанський престол. Конан Дойл використав цей епізод для своєї художньої мети: він воскресив побут і звичаї того часу, а головне — представив у героїчному ореолі лицарство, котре до того часу вже перебувало в занепаді. «Білий загін» друкувався в журналі Cornhill. Його видавець Джеймс Пенн оголосив його найкращим історичним романом після «Айвенго», а окремою книжкою цей роман вийшов 1891 року. Конан Дойл завжди казав, що вважає його одним зі своїх найкращих творів.
З деяким допущенням до розряду історичних можна віднести і роман «Родні Стоун» (1896): дія тут відбувається на початку XIX століття, згадуються Наполеон і Нельсон, драматург Шерідан. Спочатку цей твір замислювався як п'єса з робочою назвою «Будинок Темперлей» і писався під відомого на той час британського актора Генрі Ірвінга. Під час роботи над романом письменник простудіював масу наукової та історичної літератури («Історія флоту», «Історія боксу» тощо).
Наполеонівським війнам, від Трафальгара до Ватерлоо, Конан Дойл присвятив «Подвиги бригадира Жерара» і «Пригоди бригадира Жерара». Народження цього персонажа припадає, мабуть, на 1892 рік, коли Джордж Мередіт вручив Конану Дойлу тритомні «Мемуари» Марбо: останній і став прототипом Жерара. Перше оповідання нової серії, «Медаль бригадира Жерара», письменник уперше прочитав зі сцени 1894 року під час поїздки до Сполучених Штатів. У грудні того ж року розповідь надрукував Strand Magazine, після чого роботу над продовженням автор продовжив у Давосі. З квітня по вересень 1895 року «Подвиги бригадира Жерара» друкувалися в Strand. Тут же вийшли вперше і «Пригоди» (серпень 1902 — травень 1903 року). Хоча сюжети оповідань про Жерара фантастичні, історична епоха виписана з великою достовірністю. «Дух і перебіг цих оповідань чудові, точність у дотриманні імен і назв сама по собі демонструє масштаби витраченої вами праці. Мало хто зміг би відшукати тут хоч якісь помилки. А я, володіючи особливим нюхом на всякі промахи, так і не знайшов нічого за нікчемними винятками», — писав Дойлу відомий британський історик Арчибальд Форбс.
1892 року були закінчені «франко-канадський» пригодницький роман «Вигнанці» та історична п'єса «Ватерлоо», головну роль у якій зіграв відомий у ті роки актор Генрі Ірвінг, котрий придбав у автора всі права на п'єсу.

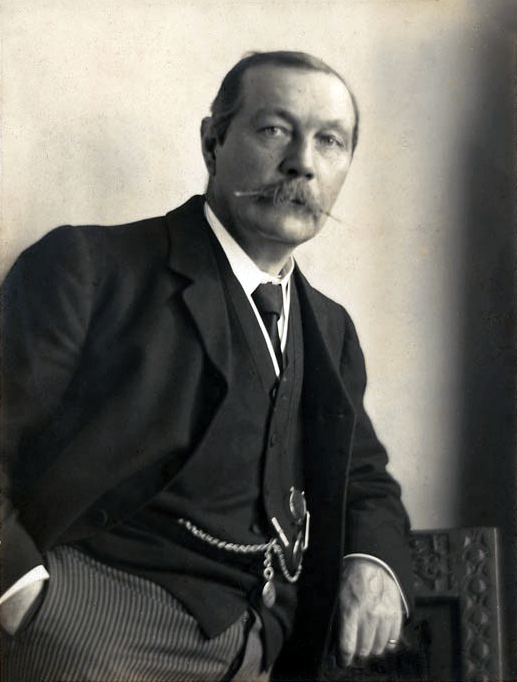
Артур Конан Дойл 1914

### Шерлок Холмс

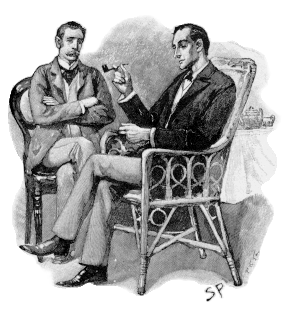
Доктор Ватсон і Шерлок Холмс. Малюнок Сідні Педжета

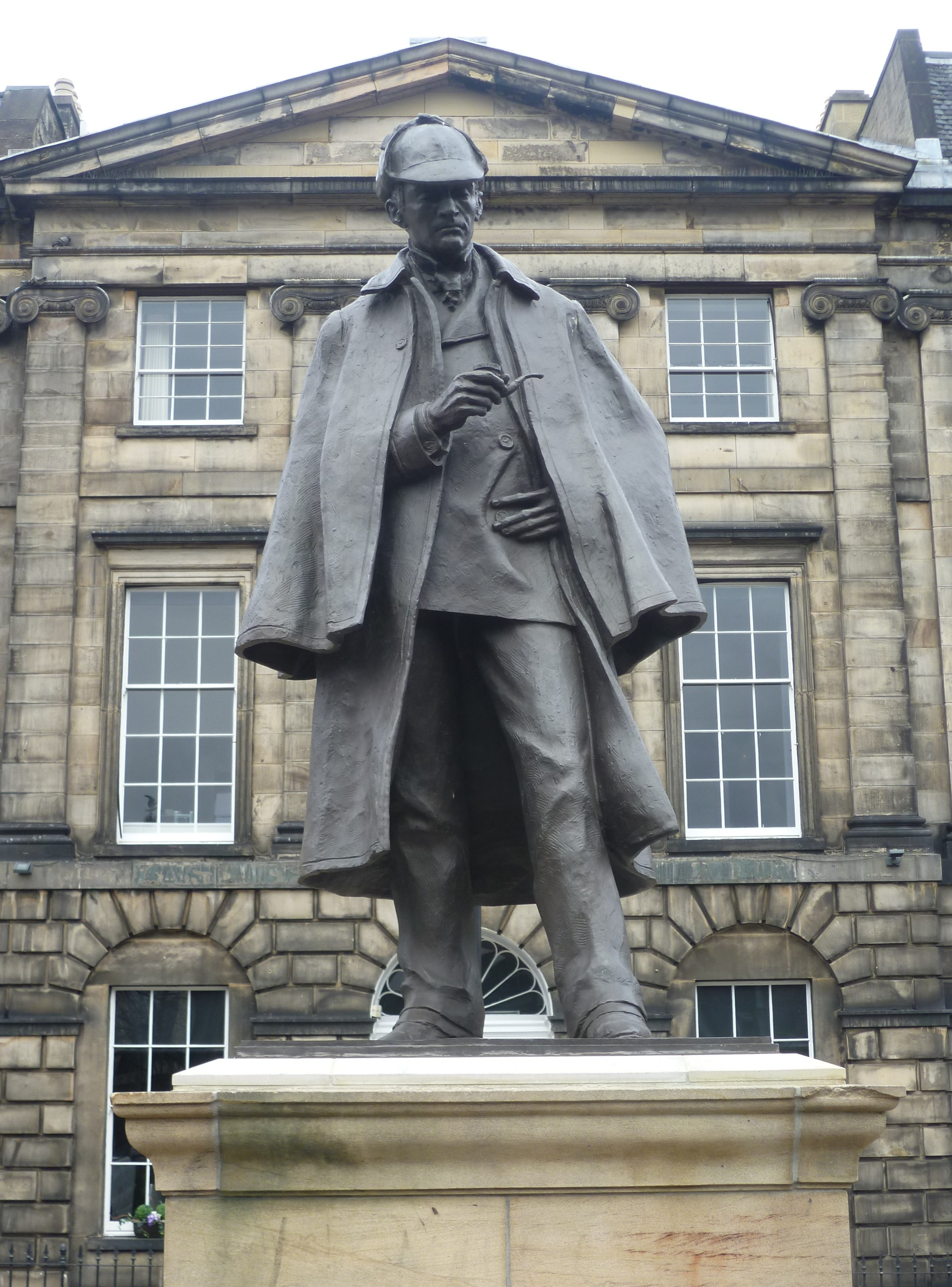
Пам'ятник Шерлоку Холмсу в Единбурзі, зведений навпроти будинку, де народився письменник. Будинок був знесений 1970 року

«Скандал у Богемії», перше оповідання із серії «Пригоди Шерлока Холмса», був надрукований у журналі Strand 1891 року. Прототипом головного героя, котрий став невдовзі легендарним детективом-консультантом, був Джозеф Белл, професор Единбурзького університету, який славився здатністю по найдрібніших деталях вгадувати характер і минуле людини. Протягом двох років Конан Дойл створював розповідь за розповіддю, і врешті-решт почав перейматися власним персонажем. Його спроба «покінчити» з Холмсом у сутичці з професором Моріарті («Остання справа Холмса», 1893 рік) виявилася невдалою: він полюбився читачам і героя довелося «воскресити». Холмсівська епопея увінчалася романом «Собака Баскервілів» (1900), який відносять до класики детективного жанру.
Пригодам Шерлока Холмса присвячені чотири романи: «Етюд у багряних тонах» (1887), «Знак чотирьох» (1890), «Собака Баскервілів», «Долина жаху» — і п'ять збірок оповідань, найвідоміші з яких — «Пригоди Шерлока Холмса» (1892), «Записки про Шерлока Холмса» (1894) і «Повернення Шерлока Холмса» (1905). Сучасники письменника були схильні применшувати велич Холмса, вбачаючи в ньому свого роду гібрид Дюпена (Едгара Аллана По), Лекока (Еміль Габоріо) і Каффа (Вілкі Коллінза). У ретроспективі стало зрозуміло, наскільки Холмс відрізняється від попередників: поєднання незвичайних якостей підняло його над часом, зробило актуальним у всі часи. Надзвичайна популярність Шерлока Холмса і його вірного супутника і біографа доктора Ватсона (Уотсона) поступово переросла в галузь нової міфології, центром якої донині залишається квартира в Лондоні на Бейкер-стріт, 221B.

## Твори

### Цикл про Шерлока Холмса
- Етюд у багряних тонах (1887, повість);
- Знак чотирьох (1890, повість);
- Пригоди Шерлока Холмса (1892, збірка оповідань);
- Спогади Шерлока Холмса (1894, збірка оповідань);
- Собака Баскервілів (1901—1902, повість);
- Повернення Шерлока Холмса (1905, збірка оповідань);
- Долина жаху (1914—1915, повість);
- Його останній уклін (1917, збірка оповідань);
- Архів Шерлока Холмса (1927, збірка оповідань).

### Цикл про професора Челленджера
- Загублений світ (1912);
- Отруйний пояс (1913);
- Країна туманів (1926);
- Коли Земля скрикнула (1928);
- Дезінтеграційна машина (1929).

## Українські переклади
Перший переклад-уривок з твору «Блакитний карбункул» Артура Конан Дойла про Шерлока Холмса з'явився на сторінках львівської щоденної газети «Діло» у 1903 році, переклад якого виконав Ярослав Гординський.
У 1908 році у Львові було надруковано першу повість про Шерлока Холмса українською, яка отримала назву «Кровавий шлях» (англ. A Study in Scarlet) у перекладі Антона Шебця.
У календарі «Запорожець» на 1912 рік, виданому в Коломиї, який уклали Кирило Трильовський та Іван Чупрей, можна побачити рекламу книжок про «Шерлока Гольмса»:
| - «Тайна молодої вдови»; - «Наречена прокуратора»; - «Кроваві жемчуги»; - «Злочин в печері гри»; - «Дочка лихваря»; - «Коронкова сукня королевої»; - «Пропащий наречений»; - «Слідчий нюх старшого кельнера»; - «Крадіж величезного брилянта»; - «Убійник женщин»; | - «Остров божевільних»: - «Фальшівник гроший»; - «Сильце на людий»; - «Тайна шукача золота»; - «Торговельники живим товаром»; - «О каплю чорнила»; - «Ґеній і божевіллє»; - «Зловленнє Куби Різуна»; - «Зрадливий апарат фотоґрафічний»; - «Тайни каварні». |

Після Першої світової війни, у 1920-і, коломийський видавець Яків Оренштайн видав дві повісті Артура Конан Дойла: «Знак чотирьох» (1921) та «Пес Баскервілів» (1922). Твори Конана Дойла про Шерлока Холмса, окрім інших, також перекладав українською Микола Дмитренко.
Перший переклад роману «Пропащий світ» українською мовою виконала Софія Вольська 1922 року у Львові.
У 2018 році видавництво «Клуб Сімейного Дозвілля» вперше видало українською мовою нон-фікшн роман Дойла «Небезпечна робота. Щоденник арктичних пригод».
Хронологічний список українських перекладів:
- «Небезпечна робота. Щоденник арктичних пригод». — Харків: Клуб сімейного дозвілля, 2018. — 416 с. Переклад — Вікторія Зенгва;
- «Нотатки про Шерлока Холмса». — Харків: Клуб сімейного дозвілля, 2018. — 240 с.
- «Шерлок Голмс. Повне видання у 2 томах. Том 1» — Київ: А-ба-ба-га-ла-ма-га, 2019. — 768 с. ISBN 978-617-585-156-2.
- «Шерлок Голмс. Повне видання у 2 томах. Том 2» — Київ: А-ба-ба-га-ла-ма-га, 2019. — 720 с. ISBN 978-617-585-158-6.
- «Остання справа та інші історії» — Київ: Знання, 2020. (пер. Вікторія Маренко, Олександра Зімко, Катерина Рябовол). Серія книг English Library. — 190 с. ISBN 978-617-07-0752-9.

## Твори у стилі Артура Конана Дойла
Син Артура Конана Дойла Адріан написав низку розповідей з Шерлоком Холмсом.

## Екранізація творів
- Загублений світ — німий фільм Гарі Гойта, вийшов у 1925 році;
- Пригоди Шерлока Холмса і доктора Ватсона — радянський телесеріал, який транслювався телебаченням з перервами впродовж 1979—1986 років;
- Шерлок Холмс: Подія біля водоспаду Вікторія — пригодницький фільм 1992 року;
- Шерлок — серіал, за мотивами твору Конан Дойла, в якому сюжет розгортається в сучасному світі;
- Шерлок Холмс — екранізація 2009 року;
- Шерлок Холмс: Гра тіней — продовження стрічки 2009 року;
- Шерлок Холмс і чорні чоловічки — комедійно-пародійний анімаційний серіал.